# Кодовая схема
Схема кодирования — одна из схем (алгоритм + технология) кодирования и передачи данных в сетях GPRS/EGPRS.
Схемы кодирования различаются скоростью передачи данных, обратной к помехоустойчивости. Так существует 4 схемы кодирования для GPRS (CS1-CS4) с разными скоростями:
- CS1 — максимальная скорость 9,05 кбит/с
- CS2 — максимальная скорость 13,4 кбит/с
- CS3 — максимальная скорость 15,6 кбит/с
- CS4 — максимальная скорость 21,4 кбит/с

на один таймслот. Отсюда очевидно, что CS1 — самый помехоустойчивый алгоритм, а CS4 — самый быстрый.
Для EGPRS (EDGE) используются иные схемы кодирования (MCS1-MCS9):
- MCS1 — максимальная скорость 8,4 кбит/с
- MCS2 — максимальная скорость 11,2 кбит/с
- MCS3 — максимальная скорость 14,8 кбит/с
- MCS4 — максимальная скорость 17,6 кбит/с
- MCS5 — максимальная скорость 22,4 кбит/с
- MCS6 — максимальная скорость 29,6 кбит/с
- MCS7 — максимальная скорость 44,8 кбит/с
- MCS8 — максимальная скорость 54,4 кбит/с
- MCS9 — максимальная скорость 59,2 кбит/с

на один таймслот